# Larderia
Larderia (Lardarìa in siciliano) è una frazione della città di Messina. Ha una popolazione di circa 2 500 abitanti e fa parte della Circoscrizione I, denominata "Normanno", del capoluogo peloritano, da cui dista 7,9 km. Nella località si trova anche un'estesa zona artigianale e industriale.

## Geografia
Larderia dista 7,9 km da Messina ed è situata a 298 m s.l.m.. La frazione, costituita dalle località Larderia Inferiore e Larderia Superiore, è localizzata nella parte meridionale occidentale del territorio comunale messinese, e fa parte della I Circoscrizione. Confina a nord con le frazioni San Filippo Inferiore e Zafferia, a sud con le frazioni Tipoldo e Mili San Pietro, a ovest con il comune di Rometta, a est con la frazione Tremestieri.
Essa sorge nella vallata attraversata dal torrente omonimo alle falde del Monte Dinnammare, alto circa 1127 metri, che fa parte della catena dei Monti Peloritani. Il suo nucleo abitato è concentrato soprattutto nella parte denominata Larderia Inferiore.

## Origine del nome
Una delle ipotesi più sulle origini del toponimo "Larderia" (conosciuto in passato anche con la variante Lardarìa, ancora presente nel dialetto) è quella che lo fa derivare dalla stessa radice del verbo greco αρδέυω/άρδω ("irrigare", "innaffiare") da cui, con epentesi dell'articolo (L'Ardaria), si ebbe appunto "Lardaria"  con il significato di "luogo ricco di acque". Tale ipotesi è rafforzata dal documento di dotazione della vicina abbazia basiliana di Santa Maria di Mili (1092) in Mili San Pietro, in cui il Conte Ruggero I d'Altavilla, nell'indicare i confini del territorio abbaziale, ricorda "il grande fiume", identificabile chiaramente con l'odierno torrente Larderia. Ulteriori valide ipotesi sono:
- "luogo ove si produceva e conservava il lardo" o una "grasceta"(cioè una terra grassa e fertile) adibita alla pastura dei maiali o dei cinghiali, attività molto diffusa nel periodo dei Moncada.[5];
- dal latino Lardārĭa, nome femminile che indica "Colei che commercia o vende lardo o maiali" a ricordo forse di un'intera categoria di allevatori o di un'antica e florida attività economica particolarmente praticata in tali luoghi già al tempo dei Romani[5];
- dall'espressione araba "Al-Ard Ariyah" cioè "La Terra (Al-Ard) della Libertà (Ariyah)"[5];
- dal greco "Ardaleia, Ardalìa" cioè "di Ardalo", figlio del Dio Efesto (o Vulcano) ritenuto il mitico inventore del flauto e dell'accompagnamento vocale con tale strumento[5];
- dal nome femminile greco "Ardelis" cioe "L'Industriosa" da cui "Ardeleia, Ardelìa".[5]

Le voci di derivazione greca, per quanto valide, potrebbero essersi prodotte dall'agglutinazione dialettale della "L" iniziale con funzione di articolo (L'Ardalìa, L'Ardelìa) e la conseguente sostituzione di quella dell'ultima sillaba con una "R" originando pertanto la "Larderìa" odierna. Dunque, per quanto più diffusa l'origine greca, essa deriverbbe da un errore dialettale, mentre le fonti latine avrebbero riscontro sia nel periodo romano che in quello medievale, periodo di massimo splendore del casale. Va infatti notato come la fondazione di Larderia sia d'epoca sveva e non greca. Charles Du Cange, nel Glossarium infimae latinitatis (1678) evidenzia come Larderia sia “locus ubi lardum et aliae carnes servantur” luogo dove si conserva il lardo e altre carni; ed ancora “locus ubi lardum servatur et retinetur; atque adeo carnes caeterae” luogo dove si custodisce, si immagazzina il lardo e come pure altre carni. Per fare chiarezza circa l'origine di questo toponimo, basterebbe oltremodo vedere altri numerosi luoghi con lo stesso nome, alcuni dei quali molto diffusi anche in Calabria. Sia in terra calabra che sicula, l'etimo del termine resta connesso all'attività di pascolo di maiali o di vendita di lardo. Probabilmente, l'errata convinzione che l'origine più corretta sia quella connessa all'acqua, deriva dalla presenza di numerosi mulini, che ha portato gli abitanti a tramandere un errore a livello filologico.

## Storia
Il casale di Lardaria fu fondato in epoca sveva sull'omonimo tenimento di proprietà dell'Arcidiocesi di Messina, con atto fatto redigere nel luglio 1220 dall'arcivescovo Berardo, in cui dichiarò che gli uomini che vi abitano dovevano riconoscere la sua curia, di cui sarebbe stato luogotenente il suo baiulo, e da questi essere giudicati. L'area venne colonizzata inizialmente da vignaioli calabresi, a cui l'Arcivescovo di Messina elargì 144 m² ciascuno di spazio per fabbricarvi la propria abitazione, dando così formazione al primo nucleo del casale; essi si impegnarono a corrispondere al presule per gli appezzamenti di terreno un canone annuo di un tarì e dodici grani. Già nel XIV secolo, il casale, divenuto Larderìa, risulta menzionato nelle Ratione Decimarum dell'Arcidiocesi.
Durante la rivolta antispagnola di Messina del 1674-78, Larderia fu devastata dai soldati iberici, che distrussero le case, i mulini e uccisero alcuni abitanti. Al termine della rivolta, il viceré Francisco de Benavides, conte di Santo Stefano, confiscò i casali montani di Messina, in quanto città ribelle, e furono messi in vendita nel 1685: il casale di Larderia fu acquistato da Luigi Ignazio Moncada Montalto dei principi di Calvaruso, che con privilegio dato il 4 dicembre 1690 dal re Carlo II di Spagna, esecutoriato il 9 giugno 1691, fu investito del titolo di I principe di Larderia. Nel 1727, l'imperatore Carlo VI d'Asburgo ordinò al Viceré di Sicilia, il cardinale Joaquín Fernández de Portocarrero, la ricompra da parte del Senato di Messina dei casali confiscati dalla Corona spagnola dopo la rivolta del 1674-78, e con questo provvedimento cessò il dominio feudale dei Moncada su Larderia, che con i suoi 700 abitanti divenne un municipio cittadino.
Dopo l'Unità, lo Stato Maggiore della Difesa del Regno d'Italia ordinò la costruzione di 22 batterie militari a Messina per difendere l'area dello Stretto, ed una di queste venne realizzata a Larderia. Nell'agosto 1898, Larderia fu epicentro del terremoto che colpì in quell'anno la città peloritana, con un sisma dell'ottavo grado della scala Mercalli. Nel più disastroso evento sismico avvenuto nel 1908 che devastò Messina e Reggio Calabria, molte opere e molti edifici del borgo vennero danneggiati come ad esempio la Chiesa di San Giovanni e San Giuseppe di cui si salvarono però le opere d'arte, ciò malgrado, Larderia rispetto alle altre zone della città zancleana, in particolare quelle del centro, registrò danni di lieve entità, sia in termini di distruzione dell'abitato che di perdite di vite umane.

## Monumenti e luoghi d'interesse
Chiesa di San Giovanni Battista e San Giuseppe
La chiesa risale al XVIII secolo, e si trova a Larderia Inferiore. Parrocchia della borgata, ospita i culti di San Giovanni Battista e di San Giuseppe. Fu danneggiata sia dal terremoto del 1783, che da quello del 1908 e ristrutturata ambedue le volte. Non fu invece possibile recuperare il campanile, e quello attuale è stato edificato recentemente.
Il prospetto della chiesa presenta tre portali, posti in corrispondenza delle navate,  e sul suo lato sinistro è posta la torre campanaria avente una copertura a cuspide con guglie poste ai quattro angoli della base della copertura stessa. L'edificio presenta pianta basilicale a tre navate e la navata centrale culmina con un'abside a pianta rettangolare. Il sagrato antistante la facciata principale della chiesa, presenta una pianta a forma trapezoidale e la sua area è delimitata da un muretto sovrastato da una ringhiera.
La chiesa conserva notevoli opere d'arte, tra cui: affreschi di Letterio Paladino (1691-1743), che raffigurano nell'abside la Santissima Trinità, Storie dell'Antico Testamento ed Episodi dell’infanzia di Gesù; altare della Madonna di Dinnammare, con la tela di Michele Panebianco (1806-1873); Madonna in trono col Bambino di Girolamo Alibrandi (1470-1524); Madonna dell'Itria, di autore ignoto, forse del XVII secolo; due cenotafi dei Principi di Moncada.
Chiesa di San Sebastiano
La chiesa sorge a Larderia Superiore e risale al XVI secolo, ed è suffraganea alla Chiesa di San Giovanni Battista. L'edificio è ad un'unica navata e presenta una pianta a croce latina, e il suo prospetto, a struttura lineare, presenta un portale coronato da un arco a tutto sesto; al di sopra di esso vi è una finestra ovale protetta da un'inferriata. La torre campanaria è posta alla sinistra della chiesa; essa è caratterizzata da una cornice marcapiano, subito sopra il portale con cornice in pietra, caratterizzata da un concio di chiave modanato con motivi fitomorfi.
L'interno presenta un soffitto caratterizzato da capriate lignee. Superiormente all'ingresso si trova la cantoria, illuminata dalla finestra circolare ed il transetto è sormontato da una cupola.
Eremo di Sant'Anna
Ex convento fondato nel XVI secolo, fino alla seconda metà dell'Ottocento ospitava una comunità di suore, e sorge a Larderia Inferiore. Attualmente ospita un agriturismo.
Eremo di Santa Maria della Misericordia
Sorge in contrada Misericordia, nei pressi di Larderia Superiore, e fu fondata nel 1700 da eremiti dell'Ordine dei Pacomiti. L'alluvione del 1858 distrusse l'Eremo che fu ricostruito, ma la soppressione delle corporazioni religiose del 1866, che ne determinarono la confisca, ne causò l'abbandono e il degrado. Fu successivamente acquistato da un sacerdote che trasmise la proprietà ai suoi discendenti che ancora la detengono.
La chiesa, priva di arredi interni, conserva ancora tre altari rifiniti a stucco del secolo XIX e quello maggiore, con tabernacolo, affiancato da semicolonne.
Forte Cavalli
Costruito sul finire del XIX secolo, inizialmente si chiamava Batteria del Monte Gallo, che verrà intitolata in seguito Forte Cavalli in onore al generale Giovanni Cavalli. Questa opera fortificata, fu capace di resistere al terremoto del 1908 e superò indenne le due guerre mondiali, fu dismessa dalla Marina Militare nel 1954.  Dopo decenni di abbandono e di degrado, è stato recuperato alla fine del XX secolo per opera di un'associazione locale, che nel 2000 ne ha ottenuto la concessione demaniale.
L'estensione sulla linea del rilievo, ed in particolare del terrapieno di combattimento, sono maggiori rispetto alle altre batterie costruite a Messina, date le numerose postazioni di artiglieria, separate da tre riservette munizioni di pronto impiego. L'ex batteria Monte Gallo è infatti una delle poche ad avere otto piazzole per obici più due piattaforme semicircolari laterali per i cannoni, tutt'oggi visibili nonostante i lavori di ripiastrellamento subiti nel tempo.
Mulini di Larderia
Fino alla prima metà del XX secolo, Larderia era un importante centro di produzione della farina, come dimostrato dalla presenza di mulini ad acqua, attualmente in stato di rovina e abbandono. Nel 1834 erano censiti, nella provincia di Messina, 386 mulini ad acqua, di cui 24 si trovavano nella vallata di Larderia. Erano prevalentemente situati nelle contrade Zuccarataro e Paterna.
Palazzo Moncada
Dimora dei Principi di Larderia, fu costruita agli inizi del XVIII secolo, ed è situata a Larderia Inferiore. Attualmente in stato di abbandono e rovina, l'ingresso centrale era costituito da un portale bugnato ad arco, al di sopra del quale sorgeva lo stemma in pietra della famiglia Moncada, al centro vi era un ampio balcone, di cui oggi restano soltanto le mensole in pietra decorate da volute e foglie d’acanto e rose mentre ad affiancare il portale erano due splendidi balconi barocchi.
Al piano terra del palazzo si trovavano le carceri, mentre in fondo al corridoio d'ingresso si apriva una voragine in cui i Moncada facevano precipitare i propri nemici arrestati. Alcuni dei resti di questi nemici sono stati riportati alla luce da restauri del primo ventennio del Novecento.
Santuario della Madonna di Dinnammare
Il santuario sorge sul Monte Dinnamare, e fu fatto costruire dai Moncada intorno alla fine del XVII secolo, in dedicazione alla Vergine. La chiesa fu demolita nel 1889 per decisione del governo italiano che volle qui edificarvi una fortezza militare. Dopo le proteste dei fedeli la chiesa venne ricostruita su una spianata più in basso. Nel 1957 l’edificio venne restaurato e riaperto al culto nel 1958.
Luogo di pellegrinaggio, all'interno del Santuario si venera il dipinto della Vergine seduta su uno sgabello con il Bambino appoggiato sul braccio destro, opera del pittore Michele Panebianco.

## Società
L'ultimo dato sulla popolazione di Larderia è relativo al 2016, in cui conta 2 478 abitanti.
I primi dati demografici ufficiali postunitari sono quelli del censimento del 1901, in cui il villaggio messinese contava 1 711 abitanti, di cui 772 a Larderia Inferiore e 939 a Larderia Inferiore. Nei successivi censimenti non sono riportati dati specifici alla frazione, ma al mandamento comunale di Galati di cui faceva parte, salvo che nel censimento del 1951, dove Larderia Inferiore e Larderia Superiore contavano rispettivamente 700 e 798 abitanti. Per i censimenti del 1981 e del 1991, vengono riportati i dati sulla popolazione della sola Larderia Superiore, dove contava 801 abitanti e successivamente 880.

### Religione
La principale festività religiosa è quella in onore alla Madonna di Dinnammare, che si svolge il 3, 4 e 5 agosto. Una delle feste più antiche della provincia di Messina. Durante la processione, per le vie del paese viene portato il quadro della Vergine, raffigurata in trono col Bambino in braccio, risalente al XVII secolo. La partenza della Sacra Effigie avviene il 3 agosto dalla Chiesa di San Giovanni per proseguire, accompagnata dalla folla di fedeli, lungo le ripide e scoscese salite che da Larderia portano al Santuario a circa 1130 metri sul monte omonimo.
A Larderia Superiore, il 20 gennaio, si tengono annualmente le festività in onore di San Sebastiano.

## Cultura

### Istruzione
A Larderia Superiore sorge un istituto comprensivo, sezione staccata di quello di Tremestieri.
Dal 2003, all'interno del Forte Cavalli, sorge il Museo Storico della Fortificazione Permanente dello Stretto di Messina, in cui sono conservati documenti e oggetti relativi alla Seconda guerra mondiale.

### Eventi
Il paese è animato da diverse manifestazioni che, per tutto l'anno, riempiono le giornate di residenti e turisti. A parte la rinomatissima Festa della Madonna di Dinnammare si possono citare:
- il "Presepe Vivente" al Forte Cavalli, che si svolge nel periodo natalizio[33];;
- la "Sagra di Carnevale", che si svolge dal 2005 il sabato e la domenica di Carnevale[34];
- la "Notte Bianca", che si svolge dal 2006 nel mese di agosto, e organizzata da una locale associazione culturale.[35];

Inoltre tanti altri piccoli eventi di interesse culturale e folkloristico fanno da contorno, ripartite durante l'anno, alle iniziative sopracitate.

## Economia
Larderia è storicamente un centro dedito principalmente all'agricoltura, e verso la fine degli anni ottanta, a Larderia Inferiore è stata creata la zona Area di Sviluppo Industriale (ASI) di Messina, con l'insediamento di imprese operanti nell'artigianato, nel commercio e nell'industria. Nell'Area ASI di Larderia operano 44 piccole imprese, tra cui la Cooperativa Birrificio Messina, che nel 2016 ha aperto uno stabilimento in zona producendo Birra dello Stretto e Birra Doc 15.
La presenza di beni architettonici come il Santuario e dei paesaggi naturalistici, ha reso possibile anche lo sviluppo del turismo.

## Infrastrutture e trasporti

### Strade
Larderia è attraversata da una strada provinciale, la SP39, che collega le frazioni messinesi di Tremestieri e Tipoldo.

### Mobilità urbana
Larderia è servita dal servizio di trasporto pubblico espletato dagli autobus dell'Azienda Trasporti Messina, essendo attraversata nei giorni feriali dalla linea 6, che collega Tremestieri con Tipoldo percorrendo la SP39, e nei festivi dalla linea 6-7 che collega le frazioni Tipoldo e Zafferia con la stazione di Messina centrale.